# Тетруашвили, Джемал Джемалович
Джемал Джемалович Тетруашвили (бел. Джэмал Джэмалавіч Тэтруашвілi, род. 3 апреля 1975, Минск) — белорусский и российский актёр театра и кино грузинского происхождения.

## Биография
Родился 3 апреля 1975 года в Минске.
В 1978—1993 годах танцевал в народном ансамбле танца «Ровесник».
В 1995 году окончил Белорусскую академию искусств, специальность: «Актёр драматического театра и кино» (курс В. Мищанчука). После академии служил во многих театрах: «Вольная сцена»; Молодёжный театр; Театр киноактёра; Национальный академический драматический театр имени М. Горького; Кукольный театр. Также тогда играл эпизодические роли в кино, в 1998 году снялся в клипе музыкальной группы «Белый орёл» «Как упоительны в России вечера», а в 2000 — в клипе певца Александра Малинина «Надо жить».
В 2003 году приехал в Москву по приглашению сценографа Зиновия Марголина на кастинг на роль Остапа Бендера в мюзикл «12 стульев». Кастинг актёр прошёл, и это стало первым опытом актёра в Москве. Эта роль помогла Джемалу Тетруашвили стать известным, и его начали приглашать во многие картины.
В 2011 году принял участие в постановке Егора Дружинина «Всюду жизнь!» — исполнил роль Старичка.
С 7 сентября 2015 по 26 февраля 2016 года вёл, совместно с Юлией Высоцкой, телепередачу «Утро с Юлией Высоцкой» на канале НТВ.

## Личная жизнь
Женат на актрисе Ольге Медынич с 1 марта 2016 года. Сын Дмитрий от первого брака Медынич.
Дочь София, родилась 5 июля 2008 года.

## Творчество

### Театральные работы
Театр-студия киноактёра Республиканского унитарного предприятия «Национальная киностудия „Беларусьфильм“»
- 1999 — «Филумено Мартурано» — Риккардо

Национальный академический драматический театр им. М. Горького
- 1999 — «Пир во время чумы» — Анджело
- 1999 — «Раскіданае гняздо» — Сымон
- 2000 — «Трагическая повесть о Гамлете, принце Датском» — Лаэрт

### Фильмография
- 1999—2001 — Ускоренная помощь — медбрат второй бригады
- 2001 — Поводырь — Миша, начальник и однокурсник Артёма
- 2002 — Закон — Олег Константинович Марков
- 2002 — Каменская 2 — молодой человек на дискотеке
- 2003 — В июне 41-го — сержант НКВД
- 2003 — Каменская 3 — Ильяс, член преступной группировки
- 2003 — Литовский транзит — Виктор Гварамия
- 2003 — Небо и земля — пассажир самолёта
- 2004 — Ландыш серебристый 2 — старшина на складе списанной техники
- 2005 — Близкие люди — Никоненко, следователь
- 2005 — Большое зло и мелкие пакости — Никоненко, майор милиции
- 2005 — Верёвка из песка — Федя, брат Димы Колосова
- 2005 — Любовница — турист
- 2005 — Развод и девичья фамилия — майор Никоненко
- 2005 — Студенты — Тимур Ванюков
- 2006 — Большие девочки — милиционер
- 2006 — Дедушка моей мечты 2 — кавказец
- 2006 — Папа на все руки — Степан, помощник Сергея Славина
- 2006 — Заяц над бездной — Нику, водитель Гроссу (нет в титрах)
- 2007 — Марш Турецкого — Олег, казак
- 2007 — Оплачено смертью — Вахтанг Гурули
- 2008 — Мираж
- 2009 — Первая любовь — Артур, водитель Бориса
- 2010 — Закон и порядок. Отдел оперативных расследований 4 (11-я серия «Расплата за обман») — Павел Рубин
- 2010 — Покушение
- 2010 — Москва. Центральный округ 3 — Силаев
- 2010 — Раскрутка — Геннадий Гвоздев, муж Дунаёвой
- 2011 — 2016 — Светофор — Паша Калачёв (характеризует жёлтый цвет)
- 2012 — СОБР — Борис Борисович Белогорцев, председатель правления Ставкомбанка
- 2012 — Отстегните ремни — Гриша
- 2012 — Метод Фрейда — Антонов
- 2013 — Его любовь — Артур
- 2013 — Три мушкетёра — трактирщик в Менге
- 2015 — Неуловимые — Дмитрий Сафонов
- 2016 — Неуловимые: Бангкок — Дмитрий Сафонов
- 2016 — Родственнички — Сергей, младший сын
- 2016 — Чемпионы: Быстрее. Выше. Сильнее — хирург
- 2018 — Гранд 2 — Владимир Юсупович Сломнюк, горничный бутик-отеля Grand Lion
- 2019 — Воронины — Зураб, сын Гоги
- 2019 — Война семей — Ираклий
- 2020 — #вмаскешоу (more.tv)
- 2021 — Сваты 7 (серия 3) — грузин, экскурсовод
- 2023 — Папины дочки. Новогодние — управляющий отелем